# Gmina Kulesze Kościelne
Die Gmina Kulesze Kościelne ist eine Landgemeinde im Powiat Wysokomazowiecki der Woiwodschaft Podlachien in Polen. Ihr Sitz ist das gleichnamige Dorf (litauisch Kuleše Košcelnė).

## Gliederung
Zur Landgemeinde Kulesze Kościelne gehören 32 Schulzenämter:
Chojane-Bąki
Chojane-Gorczany
Chojane-Pawłowięta
Chojane-Piecki
Chojane-Sierocięta
Chojane-Stankowięta
Czarnowo-Biki
Faszcze
Gołasze Mościckie
Gołasze-Dąb
Grodzkie Szczepanowięta
Kalinowo-Solki
Kulesze Kościelne
Kulesze-Litewka
Kulesze Podlipne
Kulesze-Podawce
Leśniewo-Niedźwiedź
Niziołki-Dobki
Nowe Grodzkie
Nowe Kalinowo
Nowe Wiechy
Nowe Wykno
Stara Litwa
Stare Grodzkie
Stare Kalinowo
Stare Niziołki
Stare Wykno
Stypułki-Giemzino
Tybory Uszyńskie
Wnory-Pażochy
Wnory-Wiechy
Wnory-Wypychy